# Ciclopia

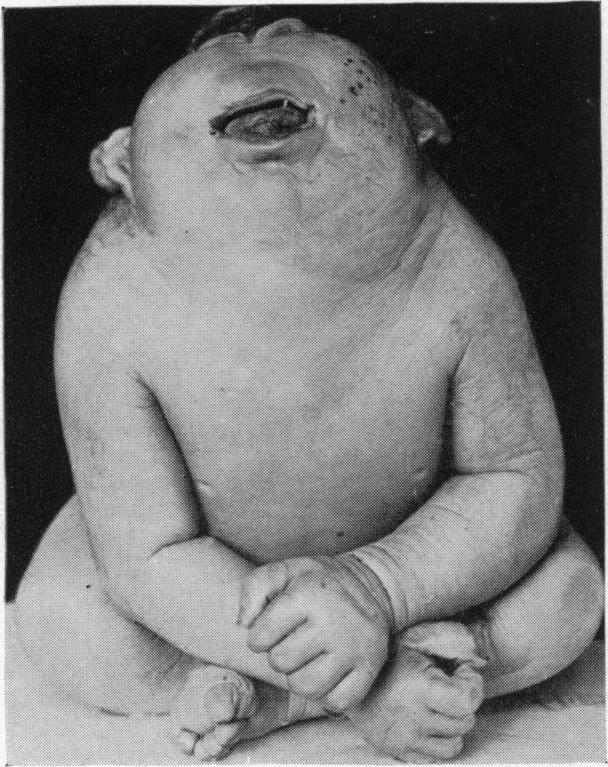
Amostra de feto com ciclopia.

Ciclopia é o desenvolvimento de apenas um olho, esse nome se deve ao ser mitológico grego de um só olho, Ciclope. Associa-se sempre a um grau extremo de holoprosencefalia. Em alguns casos menos graves de holoprosencefalia, a alteração facial que pode evidenciar se por ecografia é a presença de um hipotelorismo (diminuição da distância interorbitaria). Por conseguinte, ante o diagnóstico de uma alteração de estruturas da linha média facial, devem descartar-se todos os tipos de holoprosencefalia e também as alterações do cariotipo fetal, especialmente trissomia 13. A característica mais comum além de ciclopia é a anencefalia uma malformação cranial secundária a alterações no desenvolvimento do cérebro. 